# Arthur Evans
Arthur John Evans (Nash Mills, 8 de julio de 1851 – Boars Hill, 11 de julio de 1941) fue un arqueólogo británico, descubridor del Palacio de Cnosos, acuñador del término civilización minoica, así como el primero en definir la escritura Lineal A y Lineal B de ese mismo grupo social. Fue hijo del también arqueólogo John Evans.

## Biografía
Evans estudió en las universidades de Oxford y Gotinga y realizó varias excavaciones en Italia, Escandinavia y los Balcanes (donde intervino como agente del Gobierno Británico y cómo corresponsal de prensa), antes de lanzarse a la búsqueda del palacio de Cnosos en Creta. Pretendía con ello descubrir la civilización anterior a la micénica, la del mito del rey Minos. Entre los años 1900-1906 desenterró el llamado Palacio de Cnosos, que relacionó por su construcción laberíntica con el Palacio de Minos, por lo que dio a sus hallazgos la denominación genérica de civilización minoica. Reconstruyó las pinturas del palacio en un acto bastante polémico, pues las repintó con colores fuertes.
Además del palacio encontró ricos hallazgos, entre los que destacan 3000 tablillas de arcilla con dos tipos de escrituras diferentes conocidas como lineal A y lineal B (la primera aún sin descifrar, la última un primitivo dialecto griego). Donó su colección de objetos arqueológicos (con algunas de las mejores muestras de arte minoico existentes fuera de Creta) al Museo Ashmolean de Oxford, del que había sido nombrado Mantenedor unos años antes, en 1884, cuando visitó en Atenas al célebre arqueólogo alemán Heinrich Schliemann, cuyos trabajos le sirvieron de inspiración.
Murió en 1941.

## Honores
- Miembro de la Royal Society[3] por sus aportaciones a la arqueología.
- Fue nombrado Lord Minos de Creta, en 1911.[4]
- El cráter lunar Evans lleva este nombre en su honor.

## Obras escritas
- Cretan Pictographs and Prae-Phoenician Script (1895)
- Scripta Minoa (volumen 1, 1909; volumen 2 póstumo, 1952)
- El palacio de Minos (4 volúmenes., 1921-1935)
- Jarn Mound (1933)